# ヴィドライ・サボルチ
ヴィドライ・サボルチ（ハンガリー語 : Szabolcs Vidrai、1977年3月26日 - ）は、ハンガリーのフィギュアスケート選手（男子シングル）。フィギュアスケートコーチ。

## 経歴
スケートを始めたのは1985年で7-8歳の頃。スケートを始めるにはギリギリの年齢だったとサボルチは後に回想している。競技会に出たのは1986年から。サボルチにとっては何もかもが早く感じられた。
家族にスケートをする人はいなく、たまたま従兄弟の家に遊びに行った際、使ってないスケート靴があったのでそれを譲り受けた。従兄弟は両親にサボルチがスケートをしたいと説明してくれて、母親がリンクへ連れて行った。両親はスケートができないので、リンクへ行きコーチを頼んだが、サボルチが何も経験も無いと知って、ピルエットにあるアイススクールに行くようにアドバイスしてくれた。コーチはイシュトヴァン・シモンで彼からスケートを習い始めた。
サボルチはスケートが好きだったが、小学生の時に友達にそれをいうのは嫌だった。フィギュアスケートは女性のやるものだと思っていたので、友達には「ホッケーをやっている」とつたえておいた。
後に彼はフィギュアスケートは美しく、女性だけがやるスポーツとは思わなくなった。フィギュアスケートは力強さにあふれているし、ジャンプのようなアクロバティックな要素もあるので大変興味深い、芸術性はケーキの上にかかっているクリームのように大切で、審美的要素も含まれる、大変難しい技術的なスポーツだと考えるようになった。
フィギュアは技術的な競技なので採点のスポーツでもあり、採点は人を怒らせるかもしれないが、良い得点がもらえるように努力しなければならない、誰もが挫折した経験を彼も経験した。審判に失望して、不公平だと感じることもあった。彼はモスクワでジャッジからひどい批評を受けて後にそれを受け入れられるようになっていった。
シニアの競技会に出始めた頃は国際大会で下位に位置するも、数年のうちに確実な進歩を遂げて1998年の世界選手権では10位にはいる。これはハンガリーの男性スケーターでは最高位である。1998年の世界選手権では6種類の3回転を全て正確に決め、3回転アクセルを2回、3回転トゥループ+3回転トゥループも決めてミスの無い演技で喝采を浴びた。彼はフィギュアスケート選手の中では骨太で筋肉質の体型であるが、その分スピードを生かして、脚力も十分あり高いジャンプを飛ぶことができた。1999年のシーズンから調子を崩し、国内選手権2位を最後に引退。現在はパヴク・ヴィクトーリアのコーチをしている。
子供の頃あこがれだったスケーターは、ブライアン・オーサーとブライアン・ボイタノ。彼らが1988年のハンガリーで開かれた世界選手権に来た時にはサボルチはリンクの花束スイーパーをつとめていて、彼らを間近でみることができた。エルビス・ストイコはサボルチの中では熱烈に賞賛すべきスケーターで人柄も人間的にも好きである。アレクセイ・ヤグディンとは友人関係にある。

## スケート技術
6種類の3回転を確実に降りることができ、3回転トゥループ+3回転トゥループのコンビネーションもこなせる。ジャンプは脚力を生かして高く、力強い。スケーティングも重厚でスピード感がある。ハンドロブレーディングも行い、エッジを深く寝かせる技術もある。

## 主な戦績
| Event                          | 1992-93 | 1993-94 | 1994-95 | 1995-96 | 1996-97 | 1997-98 | 1998-99 | 1999-00 | 2000-01 |
| ------------------------------ | ------- | ------- | ------- | ------- | ------- | ------- | ------- | ------- | ------- |
| オリンピック                   |         |         |         |         |         | 13      |         |         |         |
| 世界選手権                     | 31      |         |         | 18      | 16      | 10      | 20      | 26      |         |
| 欧州選手権                     | 20      |         | 14      | 10      | 棄権    | 17      | 14      | 11      |         |
| ハンガリー選手権               | 1       |         |         | 1       | 1       | 1       | 1       | 1       | 2       |
| スケートアメリカ               |         |         |         |         |         |         |         | 12      |         |
| スケートカナダ                 |         |         |         | 3       |         |         | 3       |         | 10      |
| ラリック杯                     |         |         |         |         |         |         |         |         | 10      |
| ロシア杯                       |         |         |         |         | 11      | 5       | 5       | 9       |         |
| NHK杯                          |         |         |         | 9       |         |         |         |         |         |
| フィンランディア杯             |         |         |         |         | 2       |         |         |         | 3       |
| カールシェーファー             | 1       |         |         |         | 1       |         |         |         |         |
| スケートイスラエル             |         |         |         |         |         |         | 3       | 3       |         |
| ヨーロッパユースフェスティバル |         |         | 1       |         |         |         |         |         |         |